# Al Jarreau
Alwin Lopez „Al“ Jarreau (12. března 1940, Milwaukee – 12. února 2017, Los Angeles) byl americký jazzový zpěvák.
Narodil se jako pátý ze šesti sourozenců do hudební rodiny (otec zpíval a matka hrála na klavír v kostele). Své první album nazvané We Got By vydal v roce 1975. Později vydal řadu dalších alb. Byl také jedním ze zpěváků písně „We Are the World“ (1985). Během své kariéry spolupracoval s mnoha hudebníky, mezi něž patřili například Dean Parks, Christian McBride, Quincy Jones, Larry Goldings a Chick Corea. Byl držitelem sedmi cen Grammy.